# Gavarno
Gavarno [ɡaˈvarno] (Gaàren [ɡaˈaɾɛn] in dialetto bergamasco) è una frazione del comune di Nembro, in provincia di Bergamo.

## Geografia fisica

### Territorio

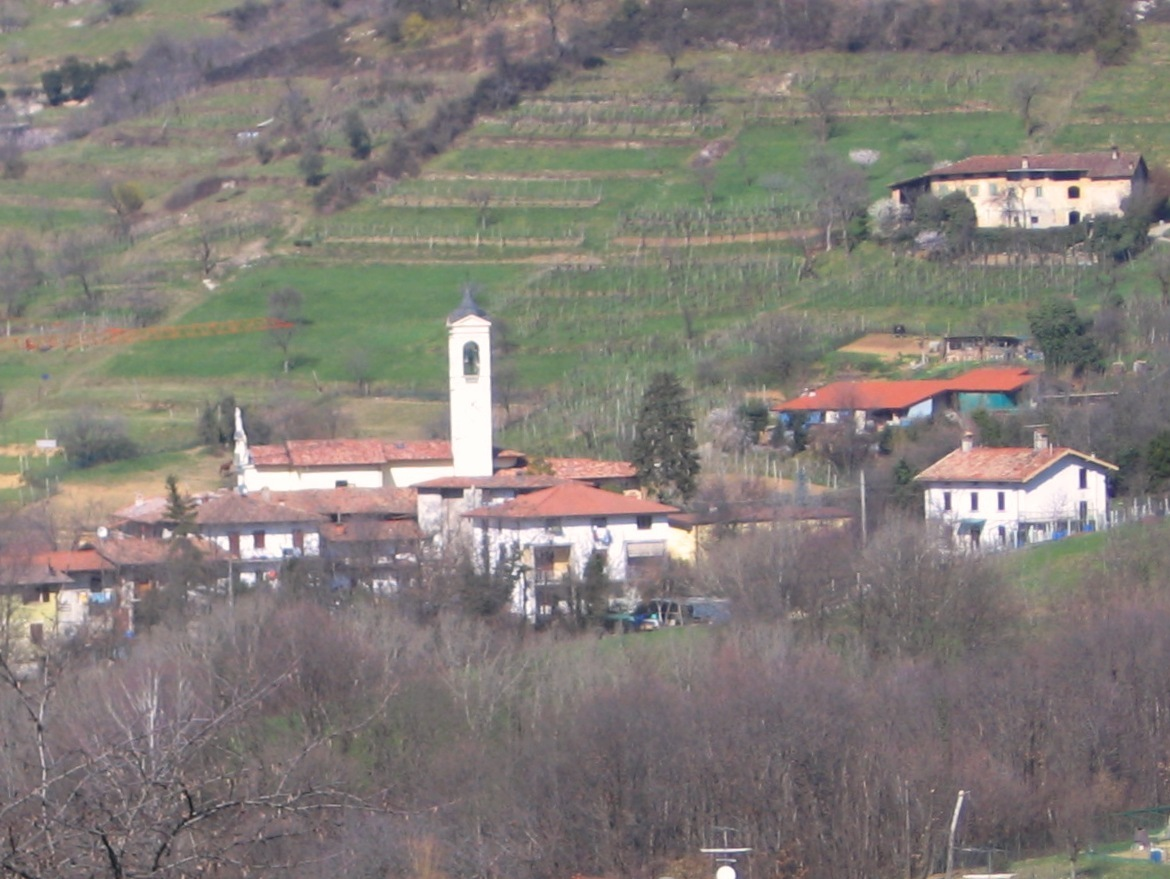
La località Gavarno Sant’Antonio, nei pressi del confine con Scanzorosciate

Il territorio di Gavarno è situato sulla destra orografica del tratto finale della valle Gavarnia (o valle del Gavarno) che, solcata dal torrente Gavarnia, si sviluppa da Sud a Nord sul versante sinistro della val Seriana.
Ubicato nella porzione Sud del territorio comunale di Nembro, del quale occupa tutta l'area posta sul versante orografico sinistro della valle Seriana, confina ad Ovest con Villa di Serio tramite la frazione Rinnovata, situata sul versante opposto nella medesima valletta (ma che di fatto costituisce un unico nucleo abitativo con Gavarno stesso), a Sud con Tribulina, frazione di Scanzorosciate, a Nord-Est con la Costa del Gavarno, propaggine montuosa (ad un'altezza di circa 550 m s.l.m.) che degrada dalle pendici del monte Misma ed a Nord con il fiume Serio e con Cornale, frazione di Pradalunga, mediante il torrente Vallogna.
È importante precisare che il territorio di Gavarno di Nembro viene spesso confuso con le vicine località di Rinnovata e Gavarno Vescovado. La prima forma un unico nucleo abitativo con Gavarno stesso ma è divisa dal torrente Gavarnia e ricade nel territorio di Villa di Serio, mentre la seconda si trova nella parte più a monte della valle del Gavarno (dalle Bocche del Gavarno dove nasce il torrente Gavarnia fino alla località Gavarno Sant'Antonio) e ricade nel territorio di Scanzorosciate.

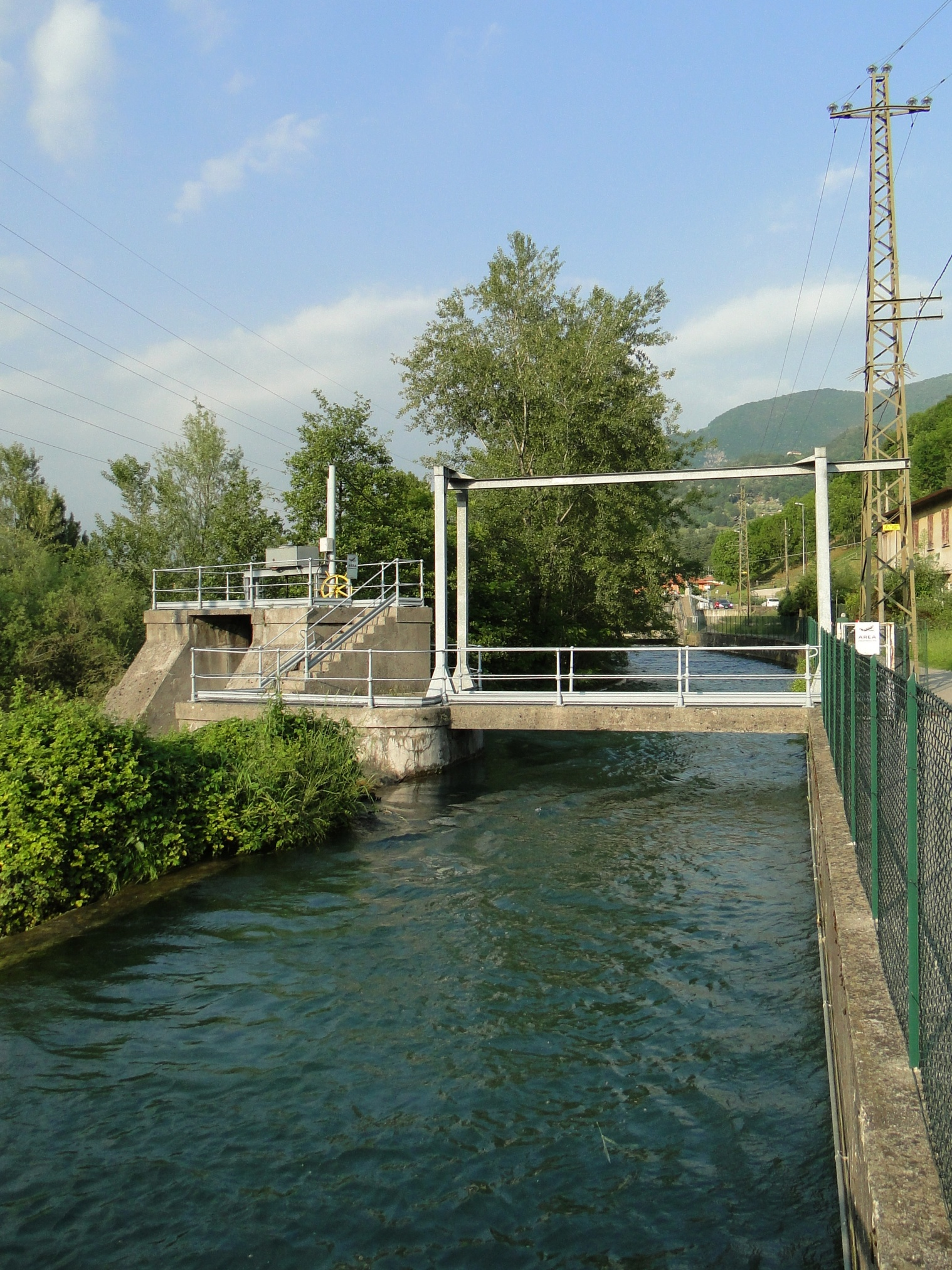
La roggia Borgogna-Pradalunga

Il centro abitato si sviluppa lungo il corso della SP 65 che, proveniente da Albino e diretta a Trescore Balneario, si incunea nella piccola valle del Gavarno, parallelamente alla quale corre la Ciclovia della Valle Seriana di recente costruzione, la quale è inserita nel PLIS denominato NaturalSerio.
Altri aspetti territoriali di rilievo sono la presenza sia della roggia Borgogna-Pradalunga (Seriöla in dialetto locale), la quale scorre parallelamente al Serio, sia della galleria Montenegrone la quale, pur ricadendo sul territorio di Rinnovata, lambisce e caratterizza notevolmente l'abitato a Nord-Ovest. Questo tratto della Strada statale 671 della Val Seriana è stato inaugurato all'inizio del 2008 e, con i suoi 3.378 metri di lunghezza, risulta il traforo più lungo dell'intera Provincia di Bergamo.
L'espansione edilizia verificatasi nel corso del XX secolo ha portato gli antichi nuclei abitativi, originariamente raggruppati in contrade (Barzini, Sant'Antonio, Palazzo, Nosènc, Rinnovata) e cascinali (Cà bianca, Colombera), a fondersi in un continuo insediamento lungo l'attuale strada provinciale, portando la popolazione a superare abbondantemente le mille unità.

## Luoghi d'interesse

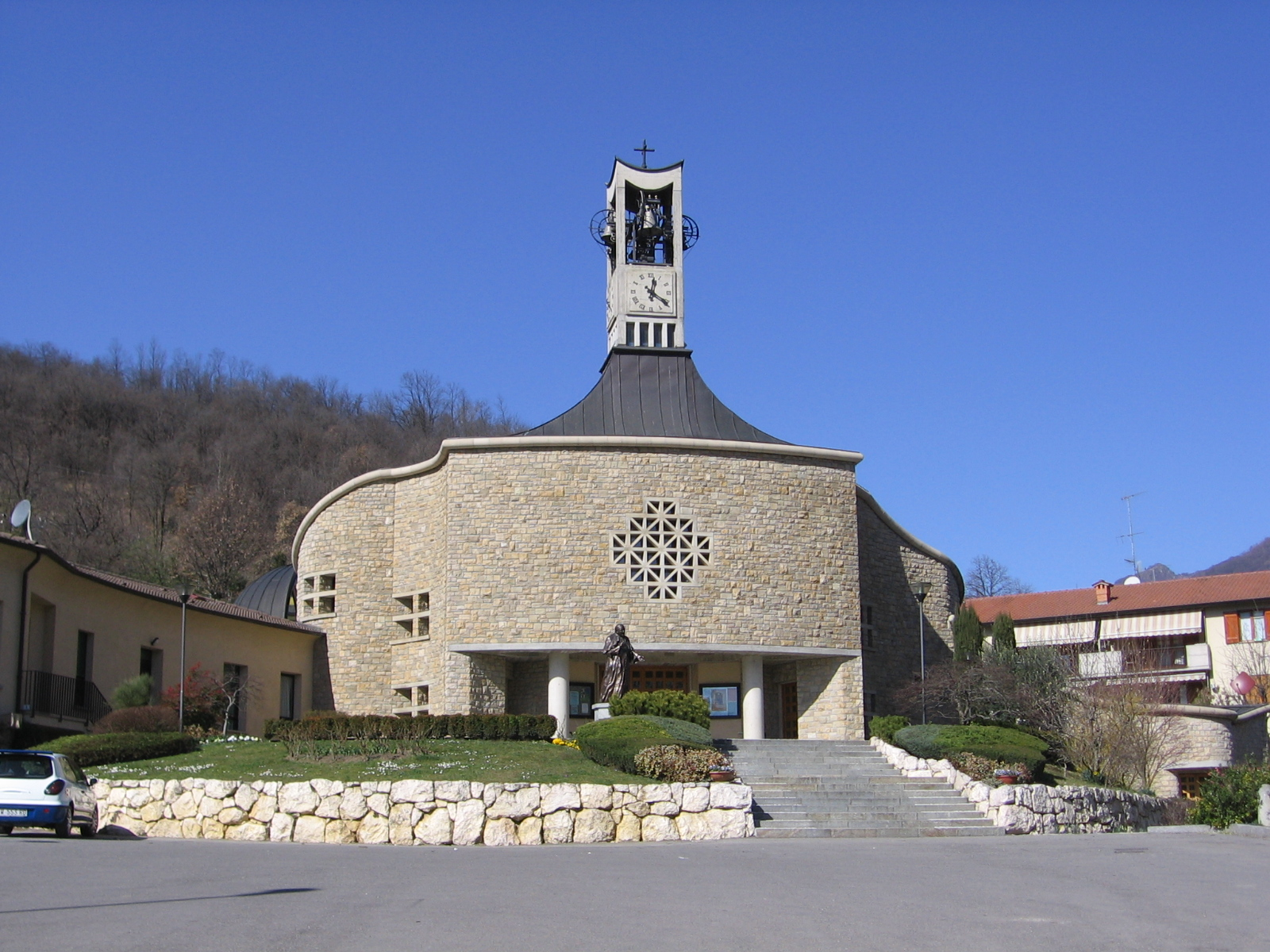
Chiesa parrocchiale, intitolata a Papa Giovanni XXIII

Le alture attorno a Gavarno presentano un contesto naturalistico molto suggestivo: numerosi sono infatti gli itinerari che gli abitanti sono soliti a frequentare.
I più noti sono quelli che recano in Val di Coler ed alla località Cà del Vescov, dove era posta l'antica residenza di Carlo Gritti Morlacchi, vescovo di Bergamo dal 1831 al 1852. Qui è presente una caratteristica fattoria con estese distese erbose che formano una terrazza naturale che permette un'ottima visuale sia sulla valle che sulla pianura, nonostante la ridotta altitudine.
In ambito religioso si segnala la chiesa parrocchiale che, dedicata a Papa Giovanni XXIII, sorge su una piccola altura nei pressi del confine tra Gavarno e Rinnovata ricadendo nel territorio di quest'ultima: le due frazioni, divise a livello amministrativo, sono infatti riunite in un'unica parrocchia. Costruita nel 1995 e consacrata nel 2000, è dotata di forme moderne ed assume l'aspetto simile ad una tenda con l'esterno rivestito in pietra chiara ed il campanile che svetta in altezza.
Precedentemente la chiesa parrocchiale era ubicata a poche decine di metri di distanza ed era dedicata al Sacro Cuore di Gesù. Questo edificio sacro, consacrato nel 1955, venne collocato nel salone principale dell'edificio che, costruito soltanto cinque anni prima, era stato adibito a teatro.
La struttura è stata demolita nel marzo 2012 in quanto considerata inadeguata e poco sicura.
Infine è doveroso menzionare la chiesa dedicata a Sant'Antonio da Padova, il più antico luogo di culto della frazione. Collocata in posizione collinare nei pressi del confine con Scanzorosciate, venne edificata nel 1848 in luogo di una precedente cappella votiva risalente al 1685, e successivamente sottoposta a numerosi interventi di restauro, l'ultimo dei quali completato nel 2004. All'interno custodisce opere di buon pregio, tra cui la tela Madonna in gloria col Bambino, San Rocco, Sant'Antonio da Padova e le anime purganti, opera di Carlo Ceresa.
Inizialmente questa chiesa veniva mantenuta dalle donazioni delle famiglie benestanti di Nembro che possedevano terreni nella zona: in quel periodo si celebravano soltanto le funzioni più importanti, tra le quali quella del patrono e quella di Santa Eurosia. Soltanto nel 1936 venne elevata a chiesa parrocchiale, ruolo che mantenne fino alla seconda metà del XX secolo quando in seguito al boom edilizio che interessò la zona, venne a trovarsi in posizione marginale rispetto all'abitato, con conseguente difficoltà della cittadinanza a recarvisi.

## Storia
Il primo documento in cui è citato Gavarno risale al 928.
Si suppone tuttavia che i primi insediamenti sia antecedenti alla colonizzazione romana: il toponimo di Gavarno è difatti riconducibile al prefisso di origine celtica GAV-, poi utilizzato anche nel latino volgare, che indica la presenza di un corso d'acqua a carattere torrentizio. Gli esempi in tal senso non mancano: dal fiume francese Gave, ai paesi Gavoi (in provincia di Nuoro) e Gavardo (in valle Sabbia, provincia di Brescia). Inoltre il suffisso –ARN, ricorrente in toponimi di matrice ligure, sta a rimarcare l'origine preromana dell'insediamento.

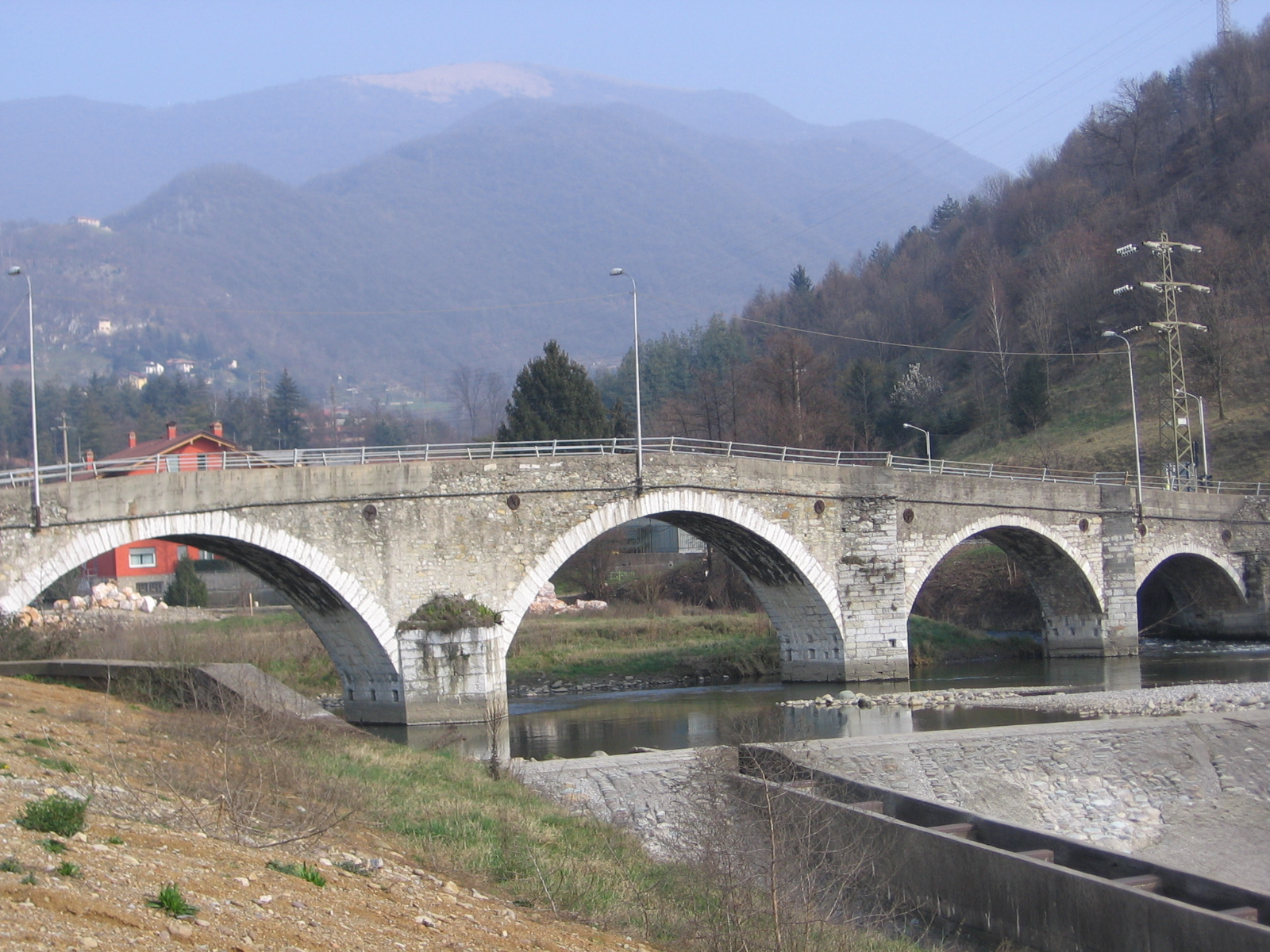
Il ponte romanico che collega Nembro con Gavarno

Pare senza riscontri invece la teoria, perorata da Gabriele Rosa, secondo cui l'origine sarebbe ascrivibile alla presenza in quei luoghi della famiglia romana dei Gavi.
Nel 1583 risultavano residenti soltanto undici famiglie, per un totale di 68 abitanti, per lo più minatori nelle cave di pietre coti e contadini che prestavano servizio nelle cascine di proprietà degli esponenti dell'aristocrazia nembrese. In quel periodo difatti la valle Gavarnia era un luogo di passaggio, considerato poco sicuro per via dei briganti che vi si potevano incontrare.
Soltanto con l'arrivo di nuove tecnologie agricole, databili attorno al XVII secolo, la popolazione cominciò a crescere: nel 1706 furono registrati 111 abitanti, che raddoppiarono nel giro di un secolo (1815) fino a raggiungere le 224 unità.  Il successivo boom demografico che si verificò all'inizio del XX secolo portò i residenti a raggiungere il numero di 463 nell'anno 1915, crescendo ulteriormente fino a toccare i 608 del 1931.
Nonostante Gavarno sia orograficamente separato dal capoluogo Nembro, la storia amministrativa dei due centri è sempre stata strettamente collegata fin dal Medioevo, come riportato su documenti del XIV secolo.
Tuttavia un ostacolo nei trasporti e nelle comunicazioni tra le due entità territoriali è sempre stato il fiume Serio. A tal riguardo la frazione ed il capoluogo sono collegate mediante un ponte romanico in pietra: numerose sono state le esondazioni che hanno provocato enormi problemi. Le cronache riportano infatti che il ponte venne distrutto da una piena nel 1591, venendo ricostruito solo una decina d'anni più tardi, con conseguente isolamento della zona. Altri dissesti si verificarono nel 1602, nel 1738, nel 1803, nel 1807 e nel 1812, anno in cui la furia del fiume fece crollare due arcate del manufatto.
Questo venne nuovamente ricostruito, dopo numerose vicissitudini, soltanto nel 1832 e vi fu collocata una statua di San Giovanni Nepomuceno, protettore delle persone in pericolo di annegamento.